# Retusa alayoi
Retusa alayoi is een slakkensoort uit de familie van de Retusidae. De wetenschappelijke naam van de soort is voor het eerst geldig gepubliceerd in 2004 door Espinosa & Ortea.